# Poupée Lupita

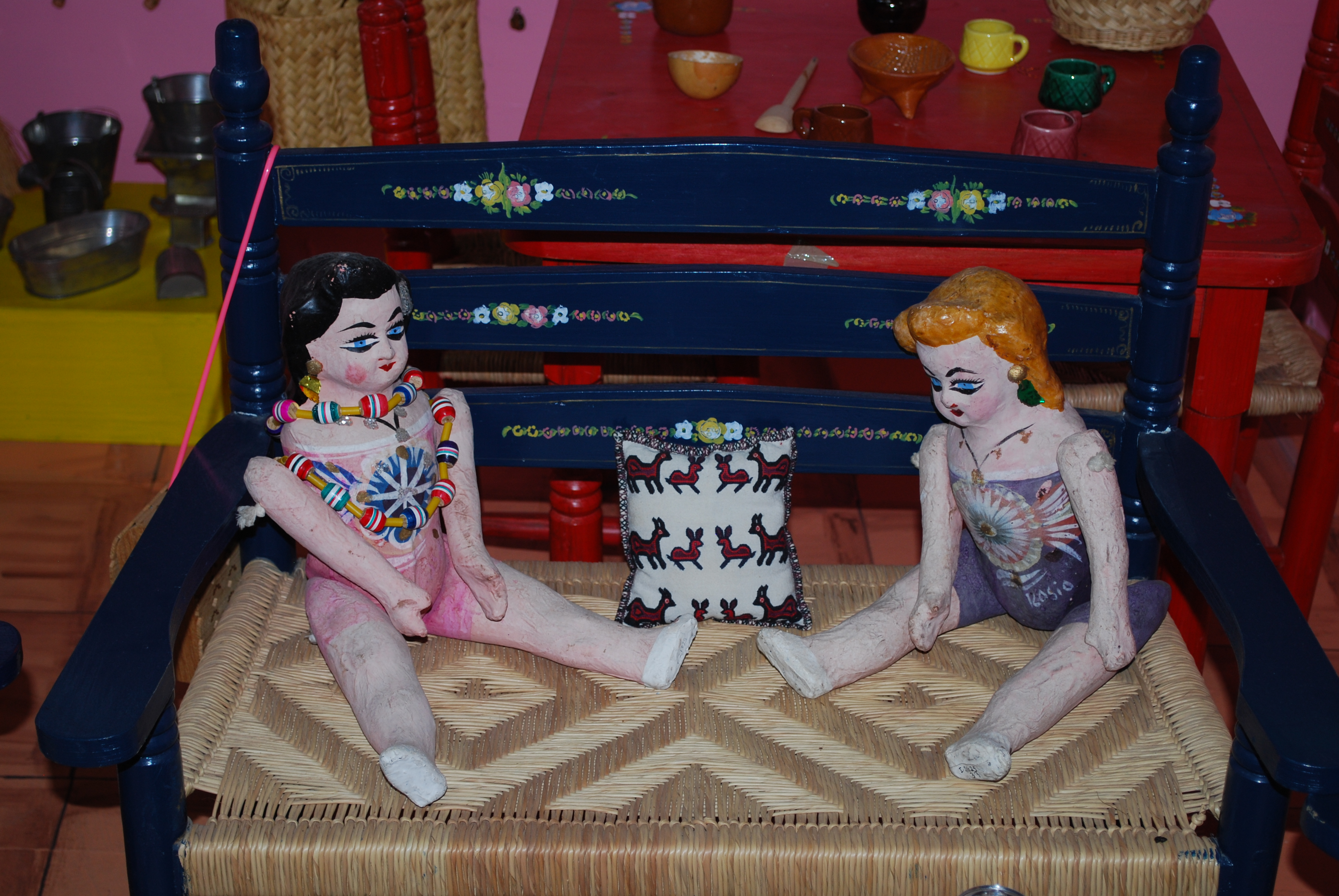
Deux poupées Lupita sur un banc de jouets au Centro Cultural Mexiquense à Toluca.

Les poupées Lupita, également connues sous le nom de poupées cartonería, sont des jouets fabriqués à partir d'un type de papier mâché très dur qui a ses origines il y a environ 200 ans dans le centre du Mexique. Elles sont créées à l'origine pour remplacer les poupées en porcelaine, beaucoup plus chères, et conservent leur popularité jusqu'à la deuxième moitié du XXe siècle où elles sont concurrencées en tant que jouets par les poupées en plastique. Aujourd'hui, elles sont fabriqués uniquement par certains ateliers d'artisans de la ville de Celaya, en tant qu'objets de collection. Depuis les années 1990, des efforts sont déployés pour revitaliser les produits artisanaux d'artistes tels que María Eugenia Chellet et Carolina Esparragoza, parrainés par le gouvernement, afin de préserver les techniques traditionnelles tout en actualisant les dessins et les formes.

## Les poupées

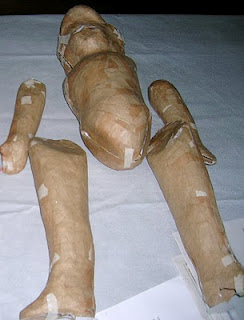
Poupée Lupita non assemblée et non peinte.

Une poupée Lupita est une sorte de poupée en papier mâché qui est fabriquée principalement par les pauvres avec celles en paille, en bois et en chiffons. La technique du papier-mâché est également appelée cartonería, ce qui permet d'obtenir une surface très dure une fois sèche. Cette technique est utilisée jusqu'à présent pour réaliser de nombreux travaux manuels, notamment pour fabriquer des alebrijes et des personnages squelettiques et autres pour le Jour Des Morts. Les poupées sont généralement créées à l'aide de moules, un pour la tête et le torse et d'autres pour les bras et les jambes, avec des bandes de papier en une couche épaisse. Lorsque les cinq pièces sont sèches, des trous sont percés afin de relier les bras et les jambes. Les deux bras sont reliés au corps avec un seul cordon qui s'étend du haut d'un bras à l'autre bras, en passant par le torse, avec des nœuds visibles sur le haut. Les jambes sont attachées de la même manière. Cela permet de déplacer les bras et les jambes des épaules et des hanches, respectivement. Les Lupitas traditionnelles sont peintes dans divers tons de chair et avec d'autres couleurs pour simuler des vêtements ou des sous-vêtements. Sur les poupées traditionnelles, des motifs de fleurs d’origine otomi sont également peints. Celles qui sont peintes avec des sous-vêtements sont ensuite habillés avec une sorte de costume,.
La fabrication de Lupitas est connue principalement à Mexico et dans la ville de Celaya, dans l'état de Guanajuato, où elles sont simplement appelées « muñecas de carton » (poupées de carton). À Celaya, les poupées reçoivent des noms qui sont peints sur la poitrine.
Ces poupées sont souvent utilisées avec des chaises, des tables et des assiettes de jeux. Elles sont ordinairement représentées assises sur une chaise miniature.

## Histoire

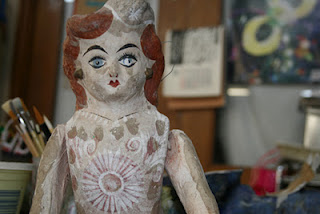
Poupée Lupita du XXe siècle.

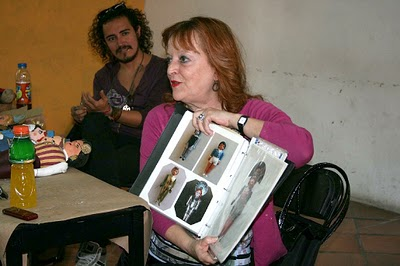
María Eugenia Chellet lors d'un atelier du projet Miss Lupita.

Le papier mâché dur remonte à la fin de la période coloniale et au début de la période de l'indépendance, créé par les familles les plus pauvres pour imiter les poupées en porcelaine plus chères d'Espagne,. À Mexico, le nom Lupita est dérivé du diminutif du nom populaire de filles Guadalupe. Auparavant, elles sont vendues à Mexico dans des endroits tels que le marché de Sonora (en), où d’autres objets en carton, tels que des figurines de piñatas et de judas, sont encore vendus. Les poupées restent populaires jusqu'à l'ère des poupées en plastique commerciales. Un certain nombre d'histoires les entourent. L'une d'elles est qu'une femme qui sent que son mari la trompe achète une de ces poupées et écrit le nom de sa prétendue maîtresse pour lui faire savoir qu'elle le sait. Une autre histoire raconte qu’elles ont été utilisées dans le passé pour faire de la publicité pour des bordels à Mexico, chaque poupée représentant une prostituée. Les poupées aux fenêtres indiquent quelles femmes sont disponibles.
Cependant, depuis la seconde moitié du XXe siècle, elles perdent de leur popularité. Elles ne sont plus fabriqués à Mexico et ne sont disponibles que chez certains artisans de Celaya, vendus non pas en tant que jouets, mais en tant qu'objets de collection,. Ces artisans comprennent Lupita Hernández et Luis Alberto Canchola qui en confectionnent de différentes tailles.
Depuis les années 1990, le gouvernement déploie des efforts pour revitaliser cet artisanat. L'un d'entre eux est le « Jugar a las Muñecas » (jouer à la poupée). Le projet « De las Lupes à Las Robóticas » géré par l'artiste María Eugenia Chellet, de 1991 à 2008, vise à créer de l'innovation dans les poupées, en créant des images à partir des médias, du cirque, des arlequins et des figures animales ou humaines. Les poupées sont peintes à l’acrylique et ornées d’objets tels que des vêtements, des perles, des plumes, des rubans, etc. L'objectif principal du projet est de voir les poupées non pas comme des objets d'artisanat anonymes, mais plutôt comme des œuvres d'art. Ce projet est parrainé par CONACULTA et organise des ateliers et des expositions dans diverses régions du Mexique. Il est suivi en 2010 par le projet « Miss Lupita » dirigé par Caroline Esparragoza à Mexico, avec le soutien de Chellet et du « Fondo Nacional para las Artes y Cultura » (fonds national pour les arts et la culture). Le but de ce projet est de préserver les techniques traditionnelles pour fabriquer les poupées et pour mettre à jour les designs. Les poupées sont créées par des gens ordinaires avec l'aide d'artisans et d'artistes. Les résultats sont exposés au Mexique, au Japon et au Portugal. Il y a même un atelier pour les fabriquer au Japon.
La cartonería fait un retour en force à Celaya, avec notamment la confection des poupées Lupita.

## Projet Miss Lupita
Miss Lupita est un projet basé à Mexico qui a pour objectif de faire revivre l'artisanat traditionnel des poupées Lupita L'objectif du projet était de créer des designs plus contemporains à travers une série d'ateliers gratuits au public.

### Ateliers à Mexico

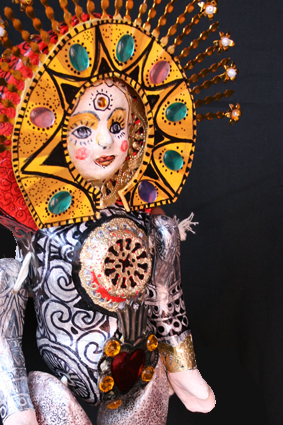
Poupée nommée « Pita, la haceadors de soles » (Pita, la faiseuse de soleil), en l'honneur de Pita Amor.

Le projet Miss Lupita est lancé à Mexico en 2010, dans le but de revitaliser l’art de fabriquer des poupées. Le nom est basé sur celui qu'on leur donne à Mexico, à Celaya, elles sont simplement appelées poupées cartonería. La base du projet est d'introduire des conceptions nouvelles et contemporaines basées sur la culture urbaine à travers des ateliers à Mexico,.
Le projet est lancé par Carolina Esparragoza en janvier 2010, qui y travaille encore de nos jours,. Elle est née à Mexico en 1977. Elle est diplômée de l' Escuela Nacional de Pintura, Escultura y Grabado "La Esmeralda" (en) . Outre le projet Miss Lupita, elle travaille sur des projets d'objets vidéo et d'art au sein de groupes tels que « Malestares » et « La misma historia ». Elle expose son travail au Mexique et aux États-Unis.

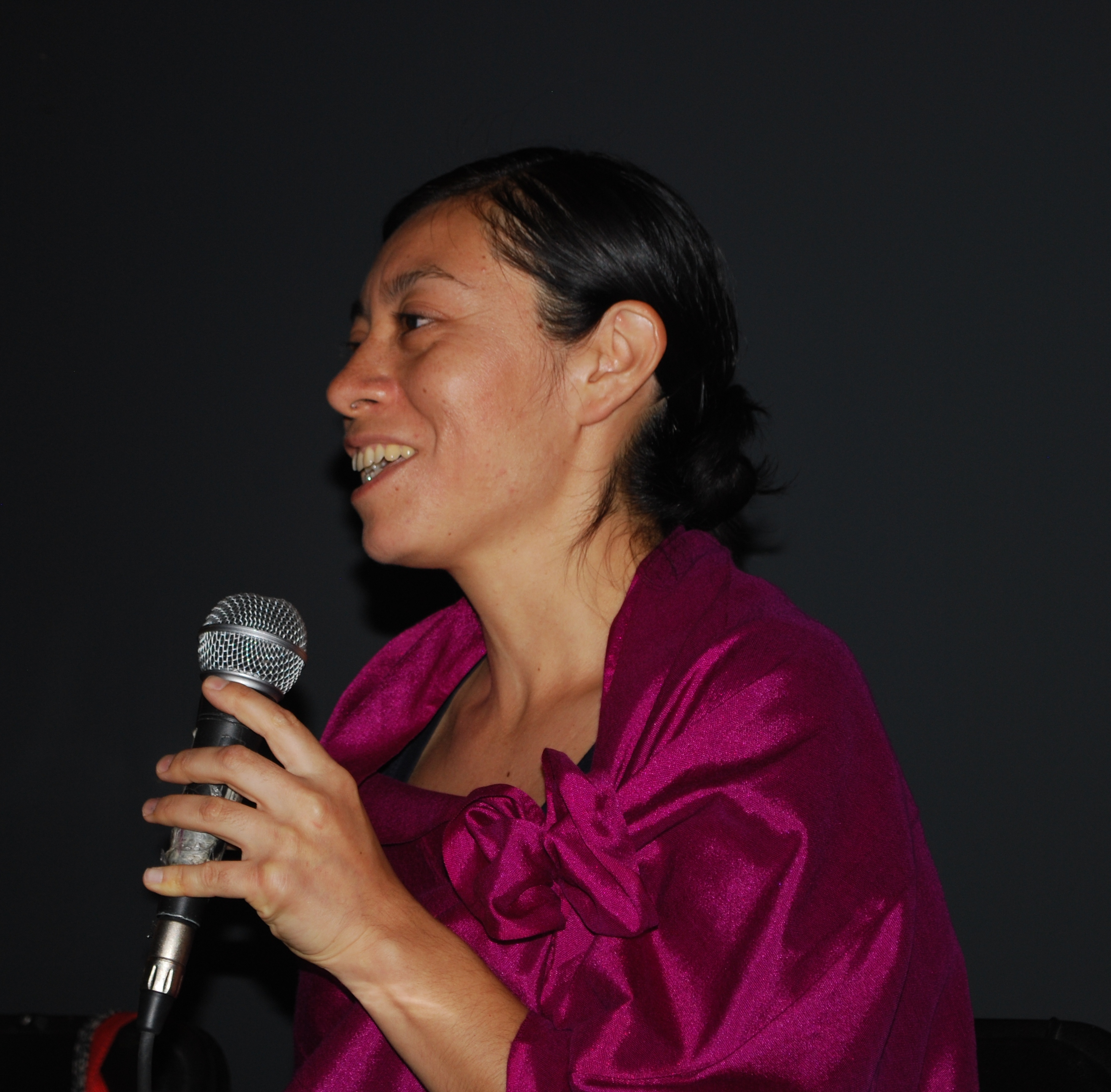
Carolina Esparragoza s'exprimant lors de l'événement « Memoria de un proyecto Miss Lupita ».

Le projet est initialement parrainé par le Fondo Nacional para la Cultura y las Artes (FONCA). Il inclut également inclus la collaboration de l'artiste Maria Eugenia Chellet, de l'artisan Carlos Derramadero et de l'écrivain Ana Clavel. Six ateliers gratuits ont lieu dans différentes parties de la ville de Mexico en 2010 et 2011, la seule exigence étant la présence de six participants. Les ateliers comprennent l’histoire des poupées et leur fabrication. Ils réunissent plus de 100 participants, hommes et femmes âgés de 12 à 71 ans, incluant des professionnels, des artistes, des artisans, des ménagères, des étudiants et des professionnels. Un participant est venu de Maravatío (en), dans l'état de Michoacán pour y assister.
Les 134 poupées résultantes ont des dimensions d’environ 45x16x15 cm et il a fallu à peu près 25 heures pour les réaliser. Parmi les créations figurent des danseuses, des personnages de lucha libre, des sirènes, des personnages de Godzilla, des dames de la nuit, des déesses, des chats, ainsi que des portraits de femmes célèbres du Mexique,. Les poupées reçoivent des noms tels que Siempre Viva, Hanami, La Memoria, Lupita Pecadora, Lupita Auxiliadora, Amalia, Géna, Adela, Encanto, Lupe la Brava et Andy. Ce dernier est un hommage à Andy Warhol.
Les poupées résultantes sont d'abord exposées dans différents centres culturels de la ville: le centre culturel Casa Talavera, la Comunidad Barros Sierre, le centre culturel Teatro del Pueblo et le forum culturel Antigua Fábrica Textil El Águila,. Une exposition de 20 poupées a lieu à Mexico en septembre 2011 dans le hall du Salón Digna Ochoa, au siège de la Commission des droits de l'homme. La galerie José María Velasco nomme le projet « Œuvre du mois », présentant cinq des poupées. Des concours de beauté mettant en vedette les poupées ont également lieu et des lauréats sont publiés dans des revues telles que Artes de México, Arqueología Mexicana, Culturas Populares et d'autres de la CONACULTA, celles de l'Université nationale autonome du Mexique et du ministère de la culture de Mexico.

### Expositions internationales et ateliers

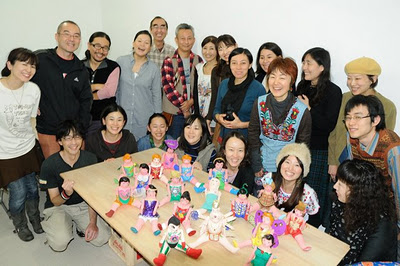
Participants à un atelier à Tokyo.

En 2011, le projet Miss Lupita est invité à se rendre au Japon dans le cadre d’un échange culturel. Cela comprend une exposition à l'Académie Sokei et à la galerie Sagio-Plaza, des ateliers et une conférence donnée à l'Université de Tokyo Zokei. La première exposition a lieu à la galerie Sagio-Plaza de Sengawa, à Tokyo, avec douze Lupitas, onze des ateliers réalisés à Mexico et un de l'atelier traditionnel à Celaya. Elle est suivie d'une deuxième exposition de cinq Lupitas dans le cadre d'une exposition plus vaste appelée « México Chido »,.
Les ateliers sont presque annulés à la suite du séisme et du tsunami de Tōhoku en 2011, mais après des réunions avec des responsables, il est décidé de poursuivre, mais à une date ultérieure. Les participants doivent à l'origine offrir en cadeau des sacs à provisions traditionnels mexicains, mais ils décident de les vendre à un prix modique, le produit de la vente revenant à la Croix-Rouge japonaise,. En novembre 2011, cinq ateliers similaires à ceux de Mexico sont organisés à Tokyo. Près de soixante participants aux ateliers, âgés de 25 à 55 ans, comprenant des artistes, des étudiants et des ouvriers qui fabriquent au total 59 poupées. Treize des poupées résultantes sont exposées aux côtés de poupées traditionnelles japonaises à la galerie d'art ATLIA Kawaguchi.
Le succès de la visite au Japon donne lieu à une invitation au Museo do Brinquedo ou au Musée du jouet de Sintra au Portugal, parrainé par l’ambassade du Mexique au Portugal. Ce musée possède une collection de plus de 40 000 jouets collectionnés sur 50 ans par João Arbués Moreira et est l’un des plus importants au monde. Quatre poupées Lupita de style traditionnel de Celaya et dix-huit des ateliers de 2010 sont exposées de la fin de 2011 au début de 2012,.
Les voyages à l'étranger sont parrainés par la fondation BBVA Bancomer, la Direction générale de la coopération éducative et culturelle, le Secrétariat aux Affaires étrangères du Mexique et l'ambassade du Mexique au Japon.